# Estación de Soto de Dueñas
Soto de Dueñas es una estación de ferrocarril situada en el municipio español de Parres, en el Principado de Asturias. Forma parte de la red de vía estrecha operada por Renfe Operadora a través su división comercial Renfe Cercanías AM. Cuenta con servicios regionales.

## Situación ferroviaria
La estación se encuentra en el punto kilométrico 375,9 de la línea férrea de ancho métrico que une Oviedo con Santander, entre las estaciones de Sebares y Ozanes, a 62 metros de altitud. El tramo es de vía única y está electrificado a 1500 voltios CC desde 2011, cuando concluyeron los trabajos de electrificación del tramo Infiesto-Arriondas.

## Historia
Fue abierta al tráfico el 10 de junio de 1903, con la puesta en servicio del tramo Infiesto-Arriondas de una línea que pretendía llegar hasta Llanes. Las obras y la explotación corrieron a cargo de la Compañía de los Ferrocarriles Económicos de Asturias. En 1972, el recinto pasó a depender de la empresa pública FEVE que mantuvo su gestión hasta el año 2013, momento en el cual la explotación fue atribuida a Renfe Operadora y las instalaciones a Adif.

## Servicios ferroviarios

### Regionales
Los trenes regionales que unen Oviedo y Santander tienen parada en la estación.
| Línea | Origen/Destino | Paradas intermedias | Destino/Origen |
| ----- | -------------- | --- | -------------- |
|       | Oviedo         | La Corredoria · Parque Principado · Colloto · Meres · Fonciello · El Berrón · La Carrera · Pola de Siero · Los Corros · Lieres · El Remedio · Llames · Nava · Fuente Santa · Ceceda · Carancos · Pintueles · Infiesto · Infiesto-Apeadero · Villamayor · Sebares · Soto de Dueñas · Ozanes · Policlínico de Arriondas · Arriondas · Fuentes · Toraño · Cuevas · Llovio · Ribadesella · Camango · Belmonte · Nueva · Villahormes · Posada · Balmori · Celorio · Poo · Llanes · San Roque del Acebal · Vidiago · Pendueles · Colombres · Unquera · Pesúes · San Vicente de la Barquera · El Barcenal · Roiz · Treceño · Cabezón de la Sal · San Pedro de Rudagüera · Puente San Miguel · Torrelavega-Centro | Santander      |